# 零库存
零库存是指某种或某类商品、原材料或半成品基本上不处于库存状态。企业采取零库存的仓库储存策略，有利于降低在仓库存货方面出现的费用，也可以避免出现仓库存货出现老化等问题。零库存的仓库储存策略的关键在于使商品、原材料或半成品处于周转的状态，而不是处在积压储存的状态。并不是说必然不存在仓库。
零库存的形式有：
- 委托保管方式
- 协作分包方式
- 轮动方式
- 准时供应系统
- 看板方式
- 水龙头方式
- 无库存储备
- 配送方式